# Łamienskij
Łamienskij (ros. Ламенский) – osiedle w Rosji, w obwodzie tiumeńskim, w rejonie gołyszmanowskim. W 2010 liczyło 780 mieszkańców.